# 篠田洋介
篠田 洋介（しのだ ようすけ、1971年9月19日 - ）は、栃木県出身のサッカー指導者。

## 来歴
幼少時代は水泳、野球などさまざまなスポーツを経験し、その中でも「キャプテン翼」に憧れたことで、次第にサッカーにのめり込んでいった。高校時代に膝を手術したことがきっかけとなり、ストレングス&コンディショニング（S&C）に興味を持ち始めた。高校を卒業後、アメリカの大学・大学院へ留学し、医学、運動生理学やスポーツ心理学など基礎知識を学んだ。
その後、いくつかのインターンシップ経験を経て、2004年より横浜F・マリノスのフィジカルコーチに就任。
2017年より川崎フロンターレのフィジカルコーチに就任することが発表されている。

## 学歴
- 栃木県立石橋高等学校
- グリーン・リバー・コミュニティー・カレッジ
- オクラホマ大学
- ジェームスタウン大学
- ネブラスカ大学リンカーン校大学院

## 指導歴
- 1993年 - 1994年  ジェームスタウン高等学校 サッカーコーチ
- 1995年 - 1998年  コンコーディア大学 語学キャンプ日本語講師・ヘッドライフガード
- 1996年 - 1997年  ジェームスタウン大学 女子サッカーコーチ、 ジェームスタウン高等学校 女子サッカーコーチ
- 1997年  ジェームスタウンYMCA スポーツコーチ
- 1998年  リンカーンU-15 サッカーコーチ
- 1999年  リンカーンU-10 サッカーコーチ、 クレイトン大学 サッカーキャンプスタッフ、 ネブラスカ大学 レクリエーショナルセンタースタッフ、 ネブラスカ州 スポーツアクセレレーションプログラムコーチ
- 2000年 - 2001年  富士アスレティック&ビジネス専門学校 非常勤講師、 クレーマージャパン 非常勤トレーナー
- 2000年 - 2002年  東海大学 ストレングス&コンディショニングスタッフ
- 2001年 - 2002年  森永製菓 健康事業部ウィダートレーニングラボトレーナー
- 2002年 - 2003年  東京ヴェルディ1969ユース フィジカルコーチ
- 2003年 - 2016年  横浜F・マリノス
  - 2003年 ユース フィジカルコーチ
  - 2004年 - 2016年 トップチーム フィジカルコーチ
- 2017年 - 2023年  川崎フロンターレ フィジカルコーチ
- 2024年 -  ヴィッセル神戸 チーフフィジカルコーチ